# 佐野新都市
佐野新都市（さのしんとし）とは、栃木県佐野市南東部にあるUR都市機構が事業主体の計画都市である。商業・住宅用地であるサザンクロス佐野（高萩・越名地区）、産業用地である佐野みかも台産業団地（町谷地区）、佐野インター産業団地（西浦・黒袴地区）から成る。

## アクセス
- 東北自動車道佐野藤岡インターチェンジや国道50号と隣接する地域にあり、高速道路を利用すれば浦和ICまで約30分で移動可能である。2011年3月に北関東自動車道が全線開通し、東西のアクセスが改善した。
- 佐野新都市バスターミナルが開設されており、各地への高速バスや路線バスが発着している。特に、高速バスは新宿駅や東京駅との直通便があり、利便性が高い。

## 事業詳細
- 面積：約1500,000m2 (約150ha)
- 概算事業費：約450億円
- 事業期間：平成5年度からおおむね13ヶ年

## 主な施設

### 商業
- 佐野プレミアム・アウトレット
- イオンモール佐野新都市
- フェドラP&D　SANO
  - 109シネマズ佐野
- コジマ×ビックカメラ佐野店
- アルシオーネ・コート佐野

### 学校
- 佐野短期大学

### バスターミナル
- 佐野新都市バスターミナル

## 沿革
- 1994年（平成5年）7月 - 栃木県及び佐野市から旧地域公団へ事業要請
- 1995年（平成6年）3月 - 事業実施基本計画の認可
- 1995年（平成6年）4月 - 佐野都市開発事務所設置
- 1997年（平成8年）12月 - 佐野新都市土地区画整理事業の認可
- 1998年（平成9年）11月 - 起工式（高萩・越名地区、町谷地区工事着手）
- 2001年（平成13年）8月 - 町谷地区分譲開始 西浦・黒袴地区工事着手
- 2002年（平成14年）4月 - 高萩・越名地区産業用地分譲開始
- 2003年（平成15年）3月 - 佐野プレミアム・アウトレット開業
- 2003年（平成15年）3月 - イオン佐野新都市ショッピングセンター（現・イオンモール佐野新都市）開業
- 2003年（平成15年）9月 - 高萩・越名地区「街びらき」実施
- 2005年（平成17年）8月 - フェドラP&D　SANO開業
- 2007年（平成19年）1月 - 佐野新都市バスターミナル利用開始
- 2008年（平成20年）2月 - 事業完了